# پیاجیو پی.-۶
پیاجیو پی. -۶ (به انگلیسی: Piaggio_P.6) یک هواگرد ملخ‌پیشین تک‌موتوره از نوع شناسایی آب‌نشین ساخت شرکت Piaggio است. هواگرد پیاجیو پی. -۶ نخستین پروازش را در ۱۹۲۷ میلادی انجام داد. در مجموع، تعداد 15 فروند از این هواگرد ساخته شده‌است.